# Torsten Voss
Torsten Voss (* 24. März 1963 in Güstrow) ist ein ehemaliger deutscher Sportler, der als Leichtathlet für die DDR antrat und später im Bobsport für die Bundesrepublik startete. Der Olympiateilnehmer von 1988 und 1998 war 1987 Weltmeister, gewann 1988 olympisches Silber im Zehnkampf und wurde 1997 Vizeweltmeister im Viererbob.

## Leben
Er gewann bei den Junioreneuropameisterschaften 1981 in Utrecht, wo er für die DDR startete, die Silbermedaille im Zehnkampf. Im Jahr darauf stellte er mit 8387 Punkten einen Juniorenweltrekord auf (der erst 2017 von Niklas Kaul mit 8435 Punkten überboten wurde), bei den Europameisterschaften gab er jedoch nach der sechsten Disziplin auf.

In Helsinki wurde Torsten Voss 1983 bei den ersten Weltmeisterschaften Siebter. 1985 gewann er den Mehrkampf-Europacup in Krefeld.
Bei den Europameisterschaften 1986 erreichte er im August in Stuttgart im Zehnkampf den vierten Platz.
Sein größter Erfolg war der Weltmeistertitel 1987 in Rom. Er siegte mit persönlicher Bestleistung von 8680 Punkten vor Siegfried Wentz und wurde dafür im selben Jahr zum DDR-Sportler des Jahres gewählt. 1988 gewann er bei den Olympischen Spielen in Seoul die Silbermedaille hinter Christian Schenk (DDR). Voss wurde außerdem 1982, 1983, 1987 und 1990 DDR-Meister sowie nach der Wiedervereinigung und einer Verletzungspause deutscher Vizemeister 1993.
Als Leichtathlet hatte er bei einer Größe von 1,86 m ein Wettkampfgewicht von 88 kg. Voss startete für SC Traktor Schwerin, Schweriner SC und LAV Bayer Uerdingen/Dormagen.
In den nach der deutschen Wiedervereinigung öffentlich gewordenen Unterlagen zum Staatsdoping in der DDR fand sich bei den gedopten Sportlern auch der Name von Voss.

### Bobsport seit 1994
1994 wechselte Torsten Voss zum Bobsport und war Anschieber bei Harald Czudaj und Wolfgang Hoppe.
Bei Weltmeisterschaften gewann er drei Medaillen: 1995 mit Czudaj und 1996 mit Hoppe jeweils die Bronzemedaille und 1997 auf dem Viererbob von Dirk Wiese die Silbermedaille.
Bei den Olympischen Winterspielen 1998 in Nagano erreichte er mit dem Bob von Czudaj den achten Platz und wurde in diesem Jahr auch Sieger im Gesamtweltcup.
1998 im Viererbob mit Harald Czudaj, Steffen Görmer und Alexander Szelig und erneut drei Jahre später 2001 mit Matthias Benesch, Udo Lehmann und Alexander Szelig wurde er Europameister.

### Persönliches
Der gelernte Kfz-Schlosser war nach der Wende als Mitarbeiter des Bayer-Werkschutzes tätig.
Später wurde er Betriebsfeuerwehrmann bei Bayer und Trainer beim SC Bayer 05 Uerdingen.
Zu seinen ‚Schützlingen‘ zählte unter anderem der Zehnkämpfer Michael Schrader.
Nach seinem Karriereende im Jahr 2009 gründete Voss zusammen mit seinem Partner, dem Sportmanager Christian P. Schneider, der zudem Schlagzeuger und Gründer der Band Echo Appartment ist, das Athletik-Training-Konzept pa-training (personal athletic training) und betreut seitdem nationale und internationale Profi- und Spitzensportler aus den Sportarten Fußball, Eishockey, Hockey und Leichtathletik. Zu den bekanntesten Sportlern zählen unter anderem die Fußballer Marco Engelhardt, Christoph Moritz, Shao Jiayi, der DEL-Club Krefeld Pinguine, die Eishockeyspieler Christian Ehrhoff und Marcel Noebels sowie die Hockeyspielerinnen des Uhlenhorst Mülheim.
Voss' Tochter Stefanie nahm als Weitspringerin an den Halleneuropameisterschaften 2013 teil.

## Auszeichnungen
In der DDR wurde Voss 1986 und 1988 mit dem Vaterländischen Verdienstorden in Silber ausgezeichnet.